# Piper Stege Nelson
Piper Stege Nelson (EUA) é uma ativista pelos direitos das mulheres.

## Carreira
Trabalhou na iniciativa Let Girls Learn, promovida por Michelle Obama. Também participou do comitê de ação política Annie's List, que fomenta a participação das mulheres na política. Também editou The Texas Observer e trabalhou para o Instituto Nacional Democrático e para a Agência de Proteção de Meio ambiente dos EUA. Em 2021, Piper Stege Nelson era a responsável de estratégias públicas de The Safe Alliance, que trabalha contra abusos infantis, agressões sexuais, violência doméstica e tráfico sexual.

## Reconhecimento
Em 2021, a BBC a incluiu entre as 100 mulheres mais inspiradoras do mundo.